# Chiesa di Santa Maria Immacolata (Rignano sull'Arno)
La chiesa di Santa Maria Immacolata è la chiesa parrocchiale di Rignano sull'Arno, situata in piazza XXV Aprile.

## Storia
Fino al 1954, la chiesa parrocchiale del paese era la pieve di San Leolino, che risultava essere troppo distante dal centro abitato e necessitava di restauri. L'allora vescovo di Fiesole, Giovanni Giorgis, volle fortemente risolvere tale anomalia e dare a Rignano una chiesa moderna e funzionale, pertanto diede a don Eligio Fabbrini, parroco dal 1944 al 1980, l'incarico di impegnarsi nella costruzione della nuova chiesa e nella raccolta dei fondi necessari. Il progetto fu realizzato dall'architetto padre Raffaello Franci O.F.M. nel luglio del 1948. I lavori iniziarono nel settembre del 1949 sul terreno donato da don Giuseppe Andorlini grazie alle generose offerte dei fedeli. La chiesa fu consacrata da mons. Antonio Bagnoli, vescovo di Fiesole, il 26 giugno 1954, come ricorda una lapide collocata nella parete della navata destra. 
La facciata venne ornata da tre mosaici realizzati nel 1969 dall'artista Nello Bini, donati da lui stesso quando era ancora in vita, e raffiguravano il Trigramma di Cristo, sulla lunetta che sovrasta il portone d'ingresso, la Madonna e San Leolino, nei pannelli posti in corrispondenza delle navate laterali. Quest'ultimi, sono stati rimossi nella ristrutturazione della chiesa che si è conclusa nel 2019. 
Il campanile risale al 1975 e fino ad allora il suono delle campane era stato diffuso da un altoparlante che emetteva uno scampanio registrato. 

## Descrizione

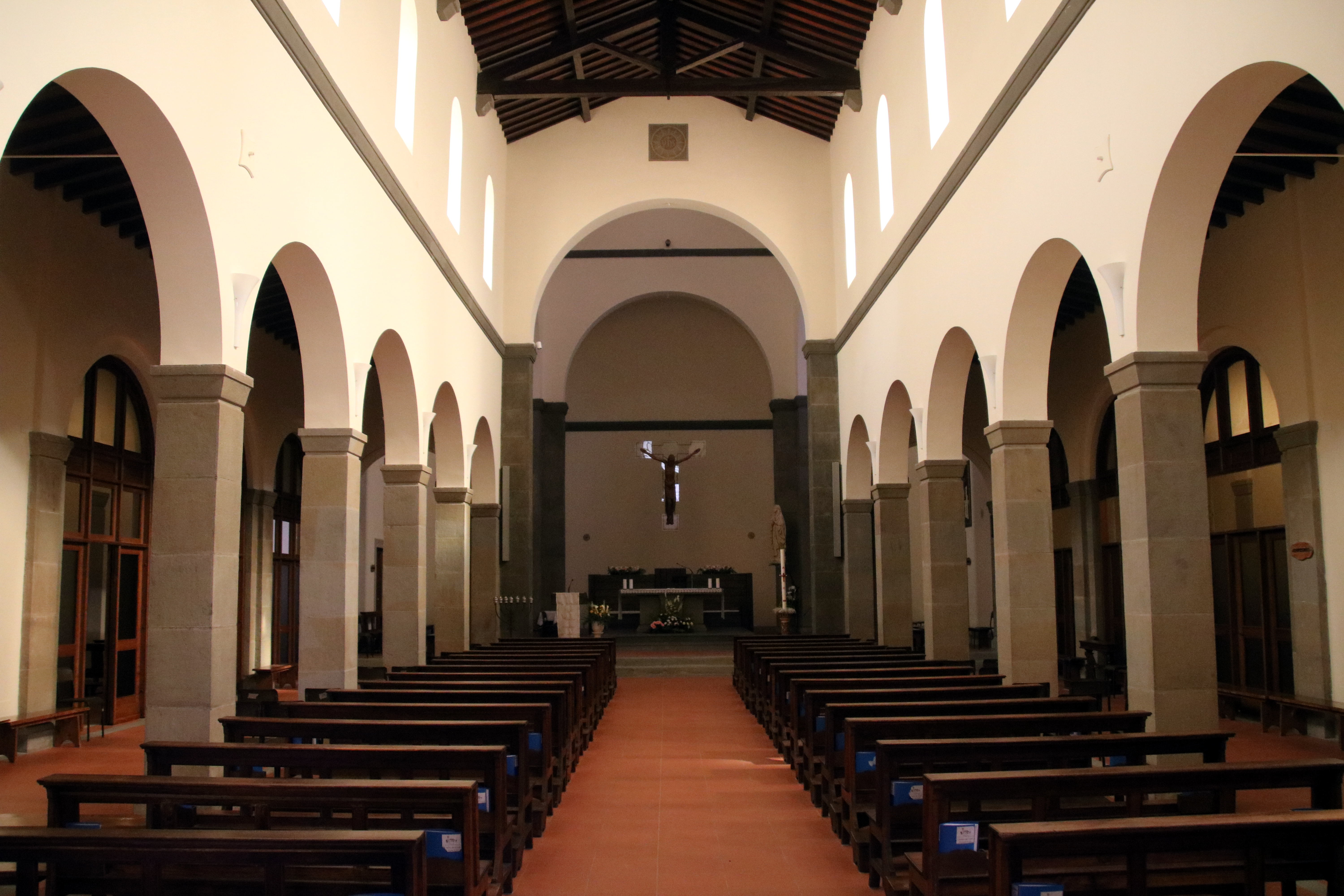
L'interno

La chiesa (600 mq di superficie) ha un impianto basilicale a croce latina con transetto, tre navate separate da due file di pilastri in pietra che sorreggono archi a tutto sesto, e abside quadrata. Le vetrate furono realizzate su disegni del pittore Rodolfo Fanfani. Il pavimento, in origine marmoreo, è oggi in cotto. 
Il presbiterio è ornato da un Crocifisso in legno di tiglio scolpito dal livornese Ugo Bartoli e da una statua lignea dell'Immacolata proveniente da Ortisei e ivi esposta fin dal settembre del 1954. Sulla controfacciata, in corrispondenza del transetto sinistro, campeggia il sepolcro (già nella chiesa dei Santi Cosma e Damiano al Vivaio a Incisa Valdarno) di mons. Alfonso Ferroni O.F.M., vescovo di Laohokow, rientrato nel convento francescano di Incisa dopo una lunga prigionia in Cina, dalla quale fu espulso nel 1955. La chiesa conserva anche un bassorilievo in terracotta policroma della seconda metà del XVI secolo raffigurante la Natività della Vergine, che ornava un tabernacolo posto nei pressi della pieve di San Leolino; una tela raffigurante l'Assunzione della Vergine e i santi Lorenzo e Sisto II dipinta da Matteo Confortini nel 1603, proveniente dalla stessa pieve; un Crocifisso processionale della prima metà del secolo XIX; e quattordici incisioni ad acquaforte raffiguranti le stazioni della Via Crucis realizzate nel 1821 dall'artista romano Bartolomeo Pinelli.